# Alexander Sørloth
Alexander Sørloth   (Trondheim, 5 de desembre de 1995) és un futbolista professional noruec que juga com a davanter al club de la Lliga Atlètic de Madrid i a la selecció de Noruega.

## Carrera de club

### Rosenborg
Després de diversos anys al planter, Sørloth va ser recompensat amb un contracte per Rosenborg el juliol de 2013. Va jugar el seu primer partit professional amb el Rosenborg quan va ser substituït a la segona meitat del partit de la primera ronda de classificació de l'Europa League contra Crusaders, i només li va trigar 12 minuts a marcar el seu primer gol, el sisè del Rosenborg en la seva victòria per 7-2.
Va debutar a la Tippeligaen el 20 de juliol de 2014 en el partit del Rosenborg a casa contra el Sogndal, substituint Alexander Søderlund després de 60 minuts.
Sørloth va ser cedit al Bodø/Glimt abans de l'inici del Tippeligaen 2015. A la lliga va marcar 13 gols i va fer cinc assistències en les seves 26 aparicions (19 titularitats), incloent sis gols en un partit contra el Sarpsborg 08. En el seu darrer partit amb el Bodø/Glimt, va aconseguir el seu segon hat-trick de la temporada, contra el Stabæk.

### Groningen
El 6 de novembre de 2015, Sørloth va confirmar que s'uniria al FC Groningen amb un contracte de 4,5 anys al final de la temporada. El Groningen va pagar una quota de transferència d'uns 750.000 €.

### Midtjylland
L'1 de juny de 2017, el FC Midtjylland va anunciar que havia signat Sørloth amb un contracte de quatre anys.

### Crystal Palace
El 31 de gener de 2018, Sørloth va signar per Crystal Palace per una quota de 9 milions de lliures. Hi va debutar el 10 de febrer de 2018 en una derrota fora de casa per 3-1 davant l'Everton FC. El dimarts 28 d'agost, Sørloth va marcar el seu primer gol per al Crystal Palace en un partit de la Copa EFL contra el Swansea City amb un 1-0.

#### Cessió al Gent
El 8 de gener de 2019, Sørloth va fitxar pel conjunt belga de la Primera Divisió A, el KAA Gent cedit fins al final de la temporada 2018-19.

#### Cessió al Trabzonspor
L'agost de 2019, Sørloth va fitxar pel club turc de la Süper Lig Trabzonspor cedit fins al final de la temporada 2020-21.
El primer partit oficial de Sørloth per al Trabzonspor va ser contra l'Sparta Praga a la tercera ronda de classificació de la UEFA Europa League, on va marcar el segon gol en un partit que va acabar 2–2. El març de 2020, Sørloth va marcar el seu primer hat-trick per al Trabzonspor contra Kasimpasa, en un partit que va acabar 6-0.
El 5 de juliol de 2020, Sørloth es va convertir en el jugador estranger més golejador del Trabzonspor en una sola temporada, amb 29 gols, superant el llegendari antic davanter centre georgià Shota Arveladze.

### RB Leipzig
Després de jugar amb la seva selecció en els dos primers partits de grup de la UEFA Nations League, Sørloth no va poder tornar a Trabzon abans del proper partit de lliga del Trabzonspor contra el Beşiktaş. El 22 de setembre de 2020, Sørloth va signar per l'RB Leipzig per una quota inicial de 20 milions d'euros més 2 milions d'euros en possibles complements, i els ingressos es repartiran uniformement entre Trabzonspor i Crystal Palace. El 2 de desembre de 2020, va marcar el gol de la victòria contra l'İstanbul Başakşehir en una victòria per 4-3 a la UEFA Champions League 2020-21, que va ser el seu primer gol per al club.

#### Cessió a la Reial Societat
El 25 d'agost de 2021, Sørloth es va traslladar a la Reial Societat de la Lliga amb un contracte de cessió per tota la temporada. El 29 d'agost de 2022 va tornar al Txuri-urdin cedit un any més.

### Vila-real
El 25 de juliol de 2023, el Vila-real CF de La Liga va anunciar la seva contractació per cinc anys, a canvi de 10 milions d'euros. El 27 d'agost, va marcar el seu primer gol pel club en una derrota a casa per 3-4 contra el FC Barcelona. El 19 de maig de 2024, en la penúltima jornada de lliga, va marcar quatre gols contra el Reial Madrid CF, en l'empat 4-4 a l'estadi del Madrigal.

## Vida personal
Sørloth és fill de l'exjugador del Rosenborg i internacional noruec Gøran Sørloth.
El 31 de maig de 2021, una publicació seva a Instagram va superar els 3,5 milions de comentaris, convertint-se en la publicació més comentada a Instagram per un esportista. Eren principalment aficionats del club de futbol turc Trabzonspor, que van demanar al jugador que tornés al seu antic club cedit.